# Rikkavesi
Le lac Rikkavesi (finnois : Rikkavesi) est un lac situé dans les municipalités de Kaavi, Outokumpu, Tuusniemi en Finlande,.

## Présentation
Le lac a une superficie de 63,4 kilomètres carrés et une altitude de 101 mètres.
Il se déverse dans le Juojärvi par le détroit de Ohtaansalmi.